# Maurice Faure
Pour les articles homonymes, voir Maurice-Louis Faure et Faure.
Maurice Faure, né le 2 janvier 1922 à Azerat (Dordogne) et mort le 6 mars 2014 à Cahors (Lot), est un résistant et homme politique français.
Plusieurs fois ministre, il est aussi membre du Conseil constitutionnel entre 1989 et 1998.

## Biographie

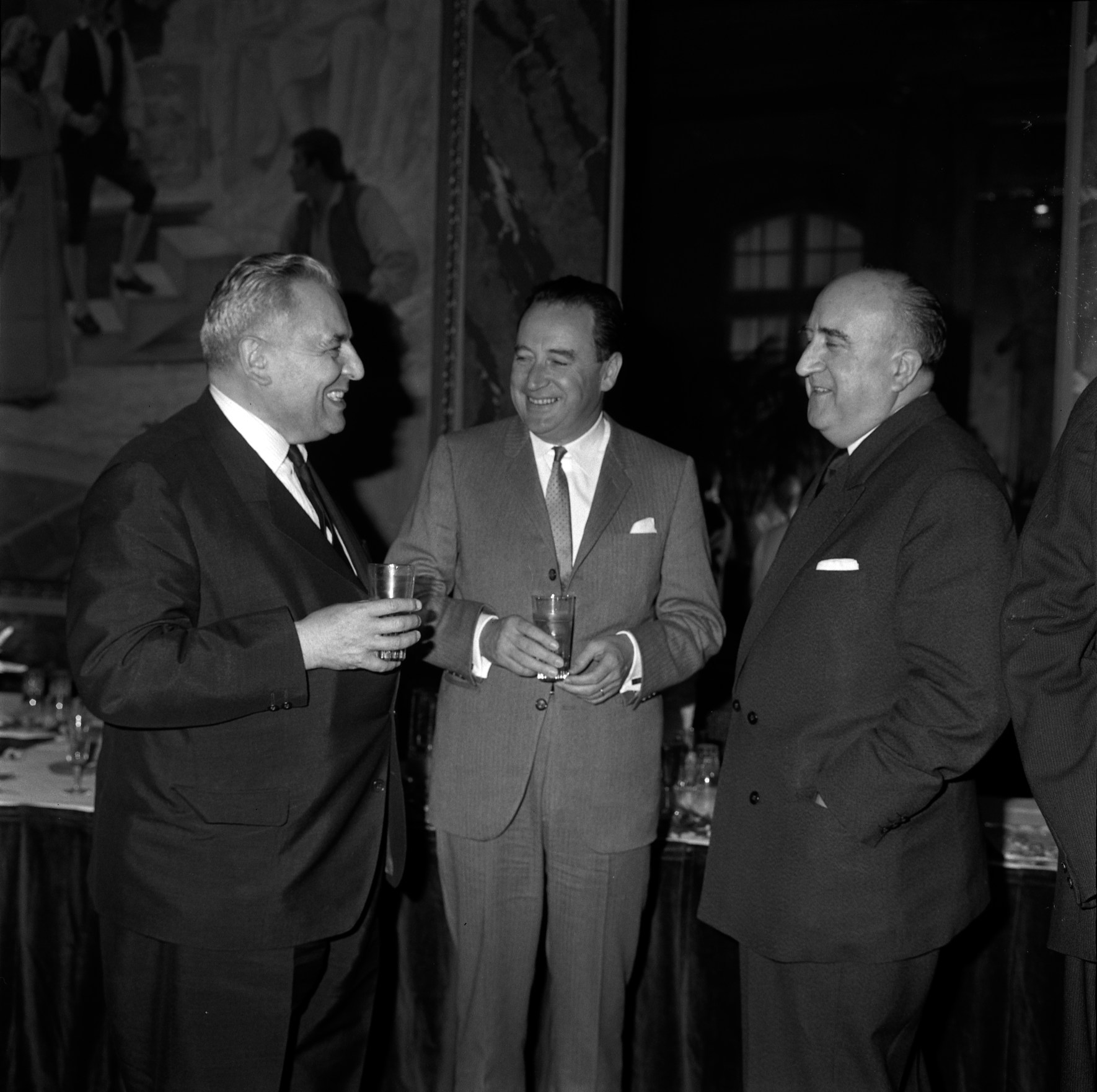
Maurice Faure avec Louis Bazerque, maire de Toulouse, en 1965.

Professeur agrégé d’histoire et de géographie, docteur en droit, il commence par enseigner à l'Institut d'études politiques de Toulouse.
En 1947, il intègre le cabinet du ministre de l'Éducation nationale Yvon Delbos, puis ceux de Maurice Bourgès-Maunoury.
Élu député radical-socialiste du Lot de 1951 à 1958, il est membre des groupes centristes Entente démocratique et Rassemblement démocratique, puis député Fédération de la gauche démocrate et socialiste et « socialiste et radical de gauche » de 1958 à 1983.
En qualité de secrétaire d'État aux Affaires étrangères du gouvernement Guy Mollet, il cosigne le 25 mars 1957 avec son ministre de tutelle, Christian Pineau, le traité instituant la Communauté européenne dit traité de Rome. À sa mort, en 2014, il est le dernier survivant à avoir paraphé ce traité. En 1958, il est durant quatre jours ministre de l'Intérieur, à 36 ans, devenant le plus jeune ministre à occuper ce poste.

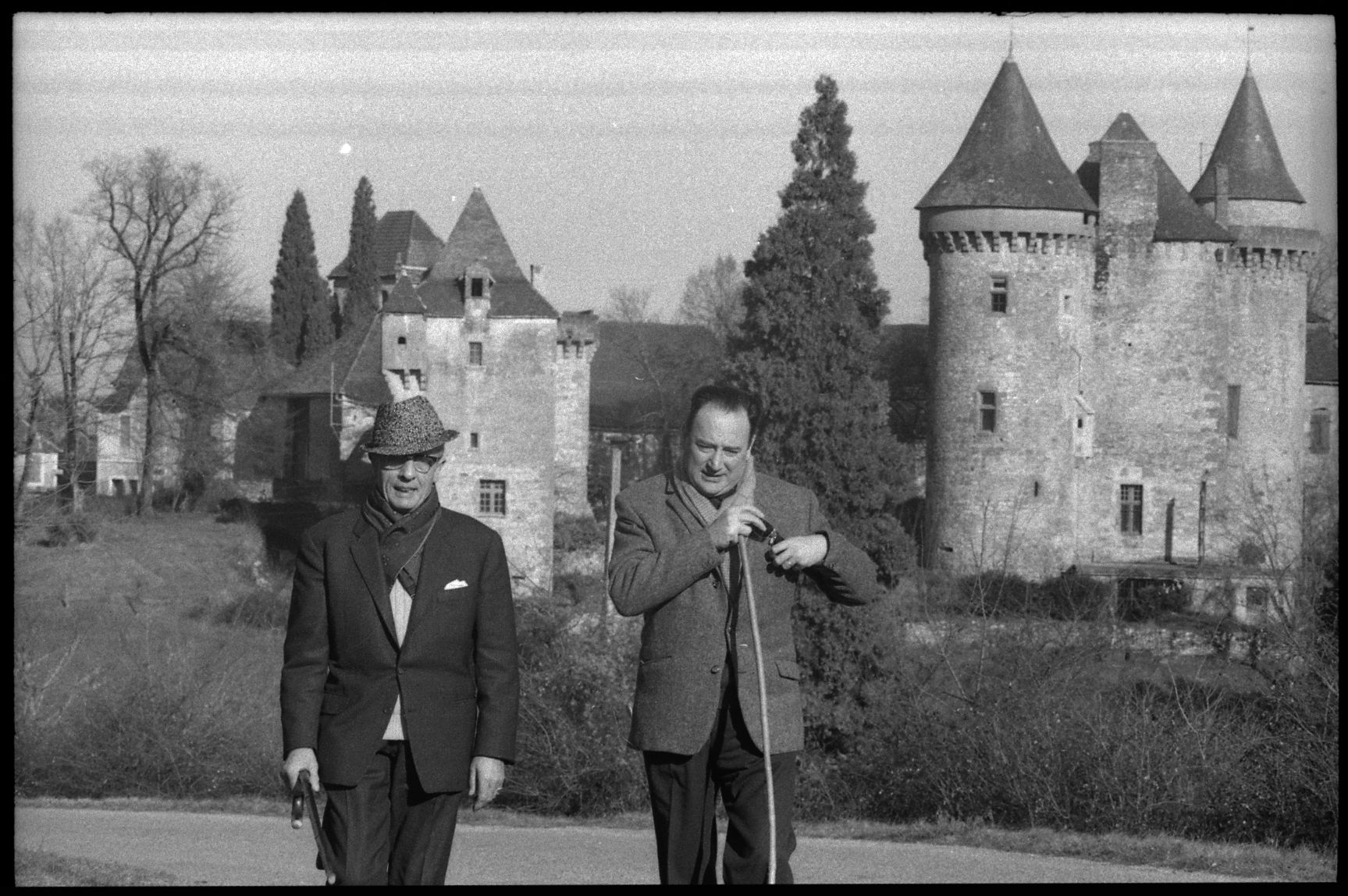
Maurice Faure marchant devant le château de Montcléra en 1970.

Il a été, durant deux périodes, président du parti radical-socialiste : de 1961 à 1965 et de 1969 à 1971. Il soutient Jean Lecanuet, candidat MRP à l'élection présidentielle de 1965.
Après avoir été maire de Prayssac pendant douze ans, il est élu maire de Cahors en 1965, mandat qu'il exerce pendant vingt-quatre ans.
Membre de l’Assemblée parlementaire des Communautés européennes puis du Parlement européen de 1979 à 1981, il est sénateur Gauche démocratique de 1983 à 1988.
En 1981, à la suite de l'élection de François Mitterrand à la présidence de la République, il est nommé Garde des Sceaux dans le premier gouvernement de Pierre Mauroy. Il ne conserve cette fonction qu'un mois et un jour, cédant son poste à Robert Badinter après les élections législatives. Le 23 juin 1981, à l’issue des élections législatives, Maurice Faure renonce au gouvernement et s’installe à la présidence de la commission des affaires étrangères.

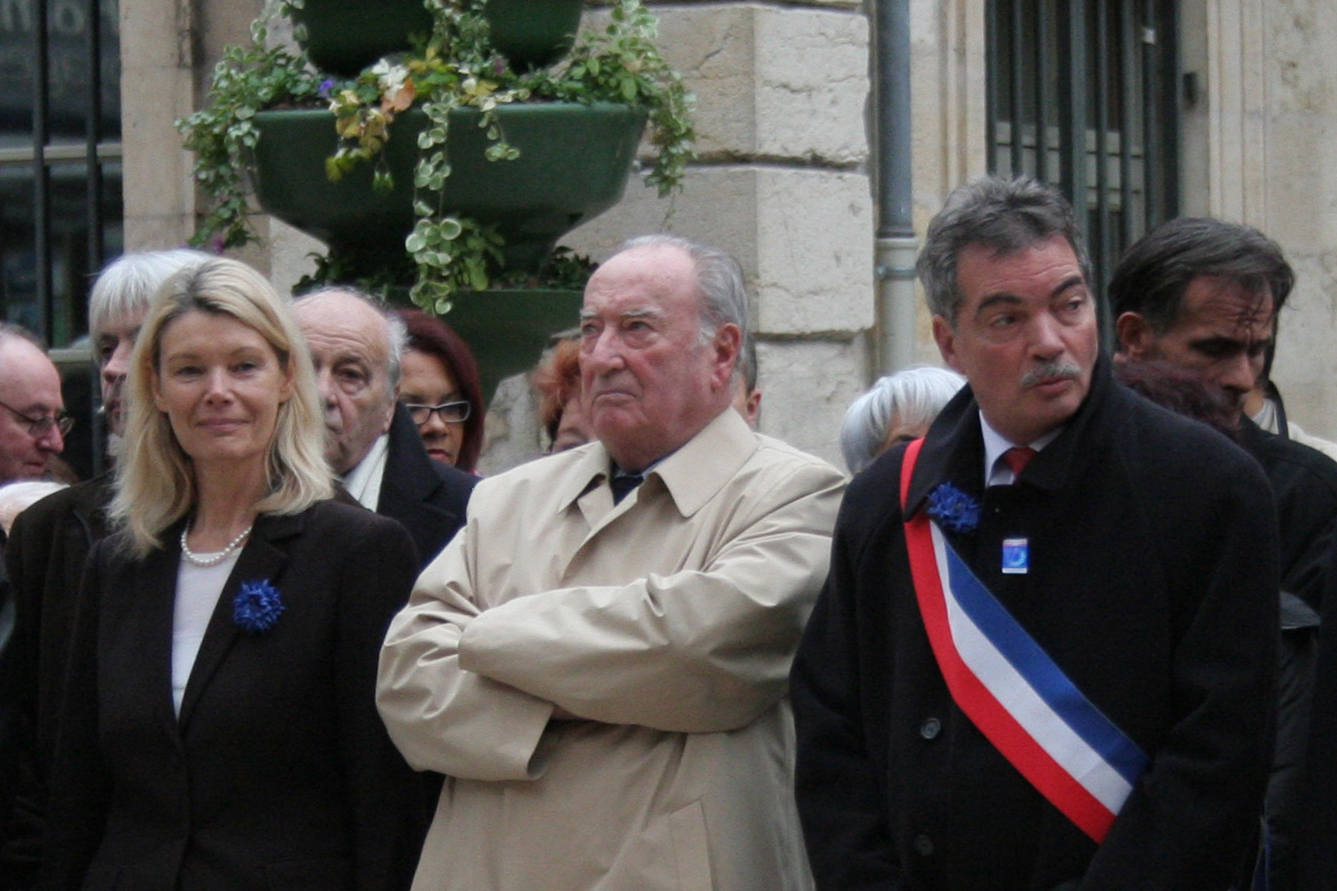
Maurice Faure le 11 novembre 2007 à Cahors, aux côtés de Dominique Orliac et Marc Lecuru.

Ministre d’État, ministre de l'Équipement et du Logement de Michel Rocard en 1988, il quitte le gouvernement un an après, nommé par le président de la République François Mitterrand au Conseil constitutionnel.
En 2007, il est nommé président du comité d'honneur du 50e anniversaire du traité de Rome.
Dernier ministre de la IVe République vivant depuis le décès d'Arthur Conte en décembre 2013, Maurice Faure meurt le 6 mars 2014 à Cahors ; ses obsèques ont lieu en la cathédrale Saint-Étienne de Cahors.

### Vie privée
Maurice Faure est le père de Patrick Faure, ancien dirigeant de Renault, et du diplomate Philippe Faure, représentant spécial pour le Mexique nommé par le ministre des Affaires étrangères Laurent Fabius.

## Décorations
- Commandeur de la Légion d'honneur le 12 juillet 2013.

## Mandats

### Fonctions gouvernementales
- Secrétaire d'État aux Affaires étrangères du gouvernement Guy Mollet, du 1er février 1956 au 13 juin 1957
- Secrétaire d'État aux Affaires étrangères du gouvernement Maurice Bourgès-Maunoury, du 17 juin au 6 novembre 1957
- Secrétaire d'État aux Affaires étrangères du gouvernement Félix Gaillard, du 11 novembre 1957 au 14 mai 1958
- Ministre de l'Intérieur du gouvernement Pierre Pflimlin, du 14 au 17 mai 1958
- Ministre des Institutions européennes du gouvernement Pierre Pflimlin, du 17 mai au 1er juin 1958
- Garde des Sceaux, ministre de la Justice du gouvernement Pierre Mauroy (1), du 22 mai au 23 juin 1981
- Ministre d'État, ministre de l'Équipement et du Logement du gouvernement Michel Rocard (1), du 12 mai au 28 juin 1988
- Ministre d'État, ministre de l'Équipement et du Logement du gouvernement Michel Rocard (2), du 28 juin 1988 au 22 février 1989.

#### Mandats parlementaires
- Député du Lot de 1951 à 1983
- Membre de l'Assemblée commune de la Communauté européenne du charbon et de l'acier dès 1952
- Président du groupe du Rassemblement Démocratique de l'Assemblée nationale de 1962 à 1967
- Député européen de 1979 à 1981
- Sénateur du Lot de 1983 à 1988
- Président de la commission aux Affaires étrangères de l'Assemblée nationale de 1981 à 1983
- Président du Groupe de l'Entente démocratique de l'Assemblée nationale de 1960 à 1962.

#### Mandats locaux
- Maire de Prayssac de 1953 à 1965
- Maire de Cahors de 1965 à 1989
- Président du Conseil général du Lot de 1970 à 1994 où il fut le représentant des cantons de Salviac (de 1958 à 1963) et de Montcuq (de 1963 à 1994)
- Vice-président du Conseil régional de Midi-Pyrénées.

#### Fonction politique
- Membre du Conseil constitutionnel : du 1er mars 1989 au 1er mars 1998
- 1953-1955 : Secrétaire général du Parti radical-socialiste
- 1961-1965 et 1969-1971 : Président du Parti radical-socialiste
- 1961-1968 : Président du Mouvement européen
- 1964-1970 : Président de la Commission de développement économique régionale (CODER) Midi-Pyrénées
- Président d'honneur de l'IFRI de (au moins) 1999 à 2014.